# Фазана (Салерно)
Фазана је насеље у Италији у округу Салерно, региону Кампанија.
Према процени из 2011. у насељу је живело 845 становника. Насеље се налази на надморској висини од 54 м.